# The First (сингл-альбом)
The First (с англ. — «Первый») — дебютный двойной сингл-альбом южнокорейского бой-бенда NCT Dream, третьего юнита NCT. Был выпущен 9 февраля 2017 года, с заглавным синглом «My First and Last».

## Предпосылки и релиз
Третий юнит NCT, NCT Dream состоит из семи участников Марка, Ренчжуна, Джено, Хэчана, Джемина, Чэнлэ и Джисона. Они дебютировали 24 августа 2016 года с цифровым синглом «Chewing Gum».
1 февраля 2017 года было объявлено что NCT Dream, выпустят свой первый сингл The First. Позже SM Entertainment объявил, что Джемин не будет участвовать в возвращении группы из-за проблем со здоровьем.
«My First and Last» послужил заглавным треком альбома и был выпущен 9 февраля как в корейской, так и в китайских версиях. Альбом также включает кавер-версию хита Ли Сын Хвана 1993 года «Dunk Shot».
Сингл был описан как «оживленный танцевальный трек с беззаботной мелодией и колотящимся басом».

## Промоушен
Группа впервые исполнила заглавный сингл «My First and Last» и «Dunk Shot» на M Countdown, 9 февраля.

## Коммерческий успех
The First дебютировал на первой строчке в чарте Gaon Album в выпуске чарта от 5-11 февраля 2017 года.

## Трек-лист
| №  | Название                            | Текст песни                                 | Музыка                               | Arrangement                          | Длительность |
| -- | ----------------------------------- | ------------------------------------------- | ------------------------------------ | ------------------------------------ | ------------ |
| 1. | «My First and Last» (마지막 첫사랑) | Jeon Kan-di Mark                            | August Rigo Justin Davey Ryan S.Jhun | August Rigo Justin Davey Ryan S.Jhun | 3:22         |
| 2. | «最後的初戀» (My First and Last)    |                                             | August Rigo Justin Davey Ryan S.Jhun | August Rigo Justin Davey Ryan S.Jhun | 3:22         |
| 3. | «Dunk Shot» (덩크슛)                | Kim Kwang-jin                               | Kim Kwang-jin                        | Kenzie                               | 3:54         |
| 4. | «Chewing Gum»                       | Jo Yoon-kyung Moon Seol-ri Jung Min-ji Mark | Thomas Troelsen Kenzie               | Thomas Troelsen Kenzie               | 3:21         |
| 5. | «泡泡糖» (Chewing Gum)              |                                             | Thomas Troelsen Kenzie               | Thomas Troelsen Kenzie               | 3:21         |

## Чарты

### Weekly charts
| Чарты (2017)                   | Пиковые позиции |
| ------------------------------ | --------------- |
| South Korea (Gaon Album Chart) | 1               |

## Награды и номинации

### Music program awards
| Песня               | Программа          | Дата             |
| ------------------- | ------------------ | ---------------- |
| «My First and Last» | The Show (SBS MTV) | 14 февраля, 2017 |
| «My First and Last» | The Show (SBS MTV) | 21 февраля, 2017 |
| «My First and Last» | The Show (SBS MTV) | 28 февраля, 2017 |